# 30 novembre dans les chemins de fer
30 octobre 30 décembre
Chronologies thématiques
- Croisades
- Sports
- Disney

Cette page concerne les événements qui se sont déroulés un 30 novembre dans les chemins de fer.

## Événements

### XIXesiècle
- 1882.  France :   début d'exploitation de la ligne-navette Gare de Saint-Germain-en-Laye - Grande-Ceinture.

### XXesiècle
- 1924. Norvège : inauguration de la ligne de Rauma qui relie Dombås à Åndalsnes.
- 1941. France : déclassement de la ligne transcévenole, inachevée.